# Línguas médias iranianas
As línguas médias iranianas são um grupo de línguas iranianas (indo-europeias) faladas entre o século IV a.C. e o século IX d.C. Elas descendem as línguas antigas iranianas. Essas línguas eram desconhecidas até o século XX. De todas as línguas médias iranianas, apenas o persa médio e o sogdiano parecem ter descendentes ainda em uso.
O persa médio (pálavi), uma língua iraniana média, era o idioma oficial do Império Sassânida. Foi usado desde o século III d.C. até o início do século X. O persa médio, o parta e o sogdiano, todas línguas iranianas médias, também foram usadas como línguas literárias pelos maniqueus, cujos textos também sobrevivem em várias línguas não iranianas, do latim ao chinês.
A maior parte dessas línguas era escritas no alfabeto pálavi e seus derivados, mas o bactriano, que antes da invasão de Alexandre não tinha forma escrita, era escrito em um alfabeto derivado do grego desenvolvido localmente.

## Línguas
Existem dois sub-grupos das línguas médias iranianas: as orientais e ocidentais.

### Ocidentais

A língua parta era uma importante língua no Império Parta

#### Parta(noroeste)
A língua parta foi uma língua média iraniana ocidental, sendo importante durante o período do Império Parta. Era escrito na escrita pálavi, que descende do aramaico imperial. Atualmente, a língua parta é considerada uma língua extinta, mas muitas palavras emprestadas partas são encontrados na língua armênia.

Império Sassânida, onde o persa médio era língua oficial

#### Persa médio(sudoeste)
O persa médio foi uma língua média iraniana ocidental já extinta, usada entre o século III e o século X. Foi a língua oficial no Império Sassânida, durante o período pré-islâmico do Irã. A língua é academicamente chamada de pálavi, que também é o nome da escrita usada para escrever textos. O Frahang ī Pahlavīg, um tesauro datado provavelmente do século X, foi escrito em persa médio.

### Orientais
- Bactriano[8][2]
- Corásmio[8][14]
- Sogdiano[2][14]
- Saka (khotanês, tumshuquês)[8][2][14]
- Antigo osseta (cito-sármata)[2]

## Escrita
A maior parte das línguas médias iranianas, com a exceção do bactriano, que era escrito em uma forma adaptada do alfabeto grego, era escrita em alfabetos derivados do aramaico, e, como todos os alfabetos semíticos, não possui símbolos para as vogais curtas, o que causa confusão e ambiguidade de palavras.

Sho, letra adicionada adicionada ao alfabeto grego adaptado para representar da língua bactriana

### Alfabeto bactriano
A língua bactriana era escrita em uma forma adaptada do alfabeto grego que chegou lá através da conquista da Pérsia por Alexandre, o Grande. A conquista fez com que a língua que antes da invasão não tinha forma escrita, começasse a ser escrita no alfabeto grego. A forma adaptada desenvolveu-se localmente.

O bactriano era uma das línguas médias iranianas menos conhecidas por causa de falta de recursos recursos textuais, assim como seu alfabeto. Isso começou a mudar segunda metade do século XX, quando em 1957 arqueólogos franceses acharam a primeira inscrição substancial em bactriano, em Surkh Kotal. Sendo decifrada a partir daí. A partir da década de 90, o corpus linguístico bactriano aumentou substancialmente.

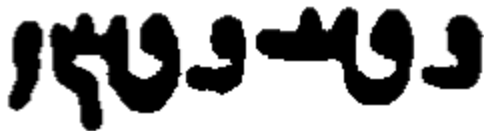
Sasano (romanizado como Sāsān) escrito na escrita pálavi

### Pálavi
A escrita pálavi é um tipo de escrita derivado do aramaico imperial, foi usado em textos sagrados persas do período pré-islâmico e a língua persa média.
É um abjad então não haviam grafemas para as vogais, causando ambiguidade entre palavras, e, para os 28 fonemas do persa médio, haviam 15 grafemas, o que significa que alguns grafemas representavam mais de um fonema. Ele é escrito da direita para a esquerda, e os glifos são muitas vezes conectados.

#### Frahang ī Pahlavīg
O Frahang ī Pahlavīg, conhecido por seus consumidores e produtores, isto é, adeptos e sacerdotes do zoroastrismo, como Mōnā Khodā, é um tesauro em persa médio, que explicava a pronúncia dos logogramas usados na escrita pálavi, e posteriormente, ortografias arcaicas e obscuras. Ele provavelmente data do século X.

##### Capítulos
O livro era dividido em capítulos, alguns sem cabeçalho:
| 1  | Mundo espiritual | —              | 11    | Família              | *gōkān            | 18-21 | Verbos                                        | —                      |
| 2  | Mundo material   | gētīg          | 12    | Pessoas superiores   | abarīgān mardōmān | 22    | Verbos de ser e morrer                        | šnāyišn frazām         |
| 3  | Águas            | ābhā           | 13    | Pessoas inferiores   | ērīgān mardōmān   | 23    | Sobre heterogramas para os escribas           | čē nibištārīh rāy      |
| 4  | Grãos e frutas   | dānag mēwagīhā | 14    | Equitação            | aswārīh           | 24    | Pronomes                                      | —                      |
| 5  | Beber            | xwārišn        | 15    | Escrita              | dibīrīh           | 25    | Advérbios                                     | —                      |
| 6  | Legumes          | tarragīhā      | 16    | Metais               | ayōšust           | 26    | Adjetivos                                     | —                      |
| 7  | Quadrúpedes      | čahārpāy       | 17    | Procedimentos legais | pāymār            | 27    | Divisão do ano                                | hangām ud brīn ī sālān |
| 8  | Aves             | murwān         | 18-21 | Verbos               | —                 | 28    | Nomes dos dias e meses                        | —                      |
| 9  | Outros animais   | —              | 18-21 | Verbos               | —                 | 29    | Números                                       | —                      |
| 10 | Partes do corpo  | handāmīhā      | 18-21 | Verbos               | —                 | 30    | Ortografias heterodoxas de palavras iranianas | —                      |